# Arichanna aphanes
Arichanna aphanes là một loài bướm đêm trong họ Geometridae.